# Aspalathus cinerascens
Aspalathus cinerascens är en ärtväxtart som beskrevs av Ernst Meyer. Aspalathus cinerascens ingår i släktet Aspalathus och familjen ärtväxter. Inga underarter finns listade i Catalogue of Life.